# آب سرد (فیلم)
آب سرد (فرانسوی: L'eau froide‎) فیلمی فرانسوی به نویسندگی و کارگردانی الیویه آسایاس در مورد مشکل دو نوجوان فرانسوی در اوایل دهه ۱۹۷۰ 
که در سال ۱۹۹۴ منتشر شد.

## بازیگران
- ویرژینی لدواین در نقش کریستین
- Cyprien Fouquet در نقش Gilles
- لاسلو سابو در نقش Gilles's father
- ژان پیر داروسین در نقش Inspector
- Jackie Berroyer در نقش Christine's father
- Dominique Faysse در نقش Christine's mother
- Smaïl Mekki در نقش Mourad
- ژان-کریستوف بووت در نقش استاد
- Ilona Györi در نقش Marie
- Renée Amzallag در نقش پرستار
- Jérôme Simonin در نقش Vendeur de dynamite
- Laetitia Lemerle در نقش Corrine
- Alexandra Yonnet در نقش Copine blouson
- Caroline Doron در نقش Copine blessée
- Laetitia Giraud در نقش Christiane